# Christoph Joseph Exner
Christoph Joseph Exner (ur. 10 sierpnia 1703 r. w Różance, zm. 23 marca 1766 r. w Międzylesiu) – niemiecki duchowny katolicki, dziekan kłodzki i wikariusz książęco-arcybiskupi dla wiernych hrabstwa kłodzkiego od 1763 r.

## Życiorys
Urodził się w Różance w rodzinie krawieckiej. Studiował teologię w Ołomuńcu, gdzie otrzymał święcenia kapłańskie w 1729 r. Początkowo pracował jako wikary w rodzinnej Różance, a następnie od 1736 r. w Dusznikach-Zdroju. W 1741 r. został powołany na stanowisko proboszcza jednej z najważniejszych parafii ziemi kłodzkiej, w Międzylesiu. Po ustąpieniu z urzędu dziekana ks. Karla Kleinera objął funkcję dziekana kłodzkiego i wikariusza arcybiskupiego dla wiernych hrabstwa kłodzkiego.
Zmarł nagle, po niespełna trzech latach urzędowania, 23 marca 1766 r. na udar mózgu. Swoim testamentem przekazał ¼ swoich dochodów na utworzenie seminarium nauczycielskiego w Bystrzycy Kłodzkiej.